# Coeligetes wilcoxi
Coeligetes wilcoxi es un coleóptero de la familia Chrysomelidae.
Fue descrita científicamente en 1994 por Mohamedsaid.